# Bolesławiec Wschód
Bolesławiec Wschód – zlikwidowana w 2008 stacja kolejowa w Bolesławcu, w województwie dolnośląskim, w Polsce. Oddana do użytku w roku 1906, a zamknięta dla ruchu osobowego w 1976, a dla ruchu towarowego 28 listopada 2000.
Stacja Bolesławiec Wschód była stacją czołową. W  budynku dworca znajdują się obecnie mieszkania. W marcu 2007 rozebrano wszystkie tory dodatkowe w obrębie stacji, pozostawiając tylko jeden tor główny dla linii do Nowej Wsi Grodziskiej. Pod koniec 2008 dokonano rozbiórki toru głównego wraz z linią w kierunku Nowej Wsi.
2 grudnia 2010 prezydent Bolesławca oraz dyrektor Oddziału Gospodarowania Nieruchomościami PKP we Wrocławiu podpisali akt notarialny dotyczący zakupu terenu dawnego dworca wschodniego. Za 3 mln 185 tys. zł magistrat nabył w użytkowanie wieczyste obszar o powierzchni prawie 3,9 ha. Na terenie zlokalizowanym przy ulicach Hutniczej, Staroszkolnej i Chrobrego ma powstać inwestycja celu publicznego. Dopóki jednak nie zapadną ostateczne decyzje, miasto planuje utworzyć na tym obszarze parking centralny.
W 2019 w trakcie prac na budowie centrum handlowego robotnicy trafiali na dziesiątki niewybuchów z czasów II wojny światowej; okoliczne domy były kilkakrotnie ewakuowane.